# Kadarkút
Kadarkút est une ville et une commune du comitat de Somogy en Hongrie.